# Ludwigstraße (Bad Kissingen)
Die Ludwigstraße befindet sich in Bad Kissingen, der Großen Kreisstadt des unterfränkischen Landkreises Bad Kissingen und beherbergt mehrere Baudenkmäler des Ortes.

## Geschichte

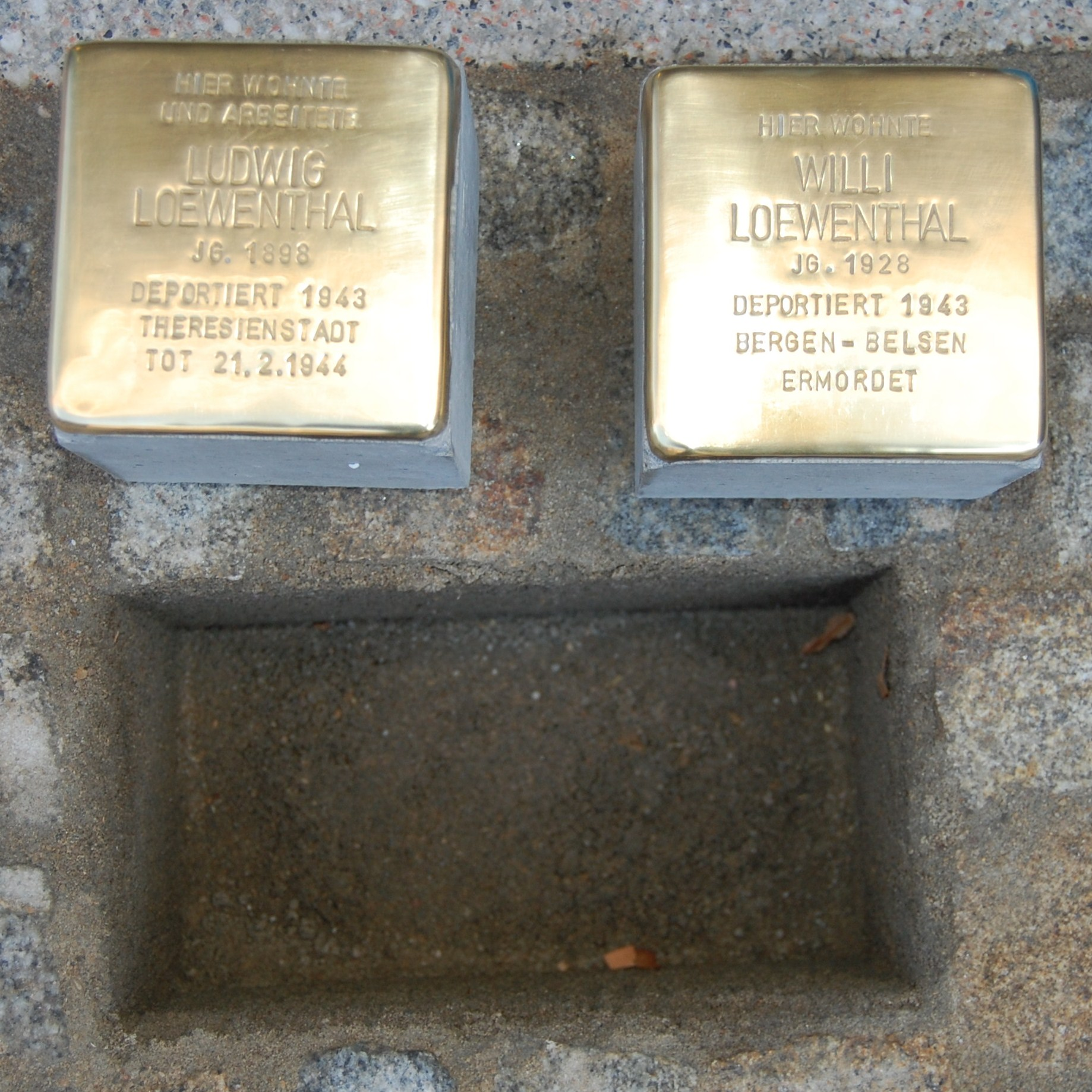
Stolpersteine für Ludwig und Willi Loewenthal

Die Straße ist nach dem bayerischen König Ludwig I. benannt. Unter seiner Regentschaft wurde die Kissinger Altstadt entfestigt sowie das Kurviertel des Ortes ausgebaut, wobei die Straße in den 1830er Jahren entstand. In dem quadratischen Straßen„ring“, der in diesem Zusammenhang die ehemalige Stadtmauer ersetzte, bildet die Ludwigstraße die südliche Spange. Durch ihre Lage zwischen Altstadt und Kurviertel sowie durch den Bau der an das Westende der Ludwigstraße ansetzenden Ludwigsbrücke entwickelte sich die Ludwigstraße zu einer Hauptverkehrsader des Ortes. Nach der ursprünglichen Bebauung mit einzelnen, einfachen Häusern (meist Kurpensionen) im Biedermeier-Stil wandelte sich die Ludwigstraße um 1900 in eine Geschäftsstraße städtischer Prägung mit geschlossener Bebauung. An das Ostende der Ludwigstraße schließt die Von-Hessing-Straße an.
Während der Zeit des Nationalsozialismus wurden Ludwig Loewenthal und sein Sohn Willi Loewenthal (Bewohner der Ludwigstraße 5) sowie Selma Löwenthal (Bewohnerin der Ludwigstraße 11) deportiert. Weitere Opfer des NS-Regimes wohnten in der Ludwigstraße 9.
| Foto | Adresse                                               | Anmerkung                                                                                                |
| ---- | ----------------------------------------------------- | --- |
|      | Ludwigsbrücke                                         | Sechsbogige Bogenbrücke, ursprünglich 1908, Wiederaufbau nach 1945 (nach Sprengung im Zweiten Weltkrieg) |
|      | Boxberger-Neumann-Denkmal                             | Standbild, 1938                                                                                          |
|      | Ludwigstraße 1                                        | Ladenpavillon mit Treppenanlage (um 1900)                                                                |
|      | Regentenbau (Adresse: Am Kurgarten 8, Ludwigstraße 2) | Kursaalgebäude, 1910–13                                                                                  |
|      | Wandelhalle (Adresse: Am Kurgarten 8, Ludwigstraße 2) | Wandelhalle, 1910–12                                                                                     |
|      | Littmannhaus (Adresse: Ludwigstraße 3)                | Wohn- und Geschäftshaus, 1908                                                                            |
|      | Ludwigstraße 6                                        | Wohn- und Geschäftshaus, 1879                                                                            |
|      | Hotel Krosse (Adresse: Ludwigstraße 7)                | Ehemaliges Hotel Krosse, jetzt Wohn- und Geschäftshaus, 1907–08                                          |
|      | Ludwigstraße 8                                        | Wohn- und Geschäftshaus, bezeichnet „1789“                                                               |
|      | Ludwigstraße 9                                        | Wohn- und Geschäftshaus, 1912–13                                                                         |
|      | Ludwigstraße 13                                       | Wohn- und Geschäftshaus, 1913                                                                            |
|      | Ludwigstraße 14                                       | Wohn- und Geschäftshaus, um 1903–04                                                                      |
|      | Ludwigstraße 19                                       | Wohn- und Geschäftshaus, 1901–02                                                                         |
|      | Ludwigstraße 20                                       | Ehemaliges Postamt, bezeichnet „1900“                                                                    |
|      | Ludwigstraße 21                                       | Wohn- und Geschäftshaus, 1904                                                                            |
|      | Ludwigstraße 22                                       | Wohngebäude                                                                                              |